# 富士市立元吉原中学校

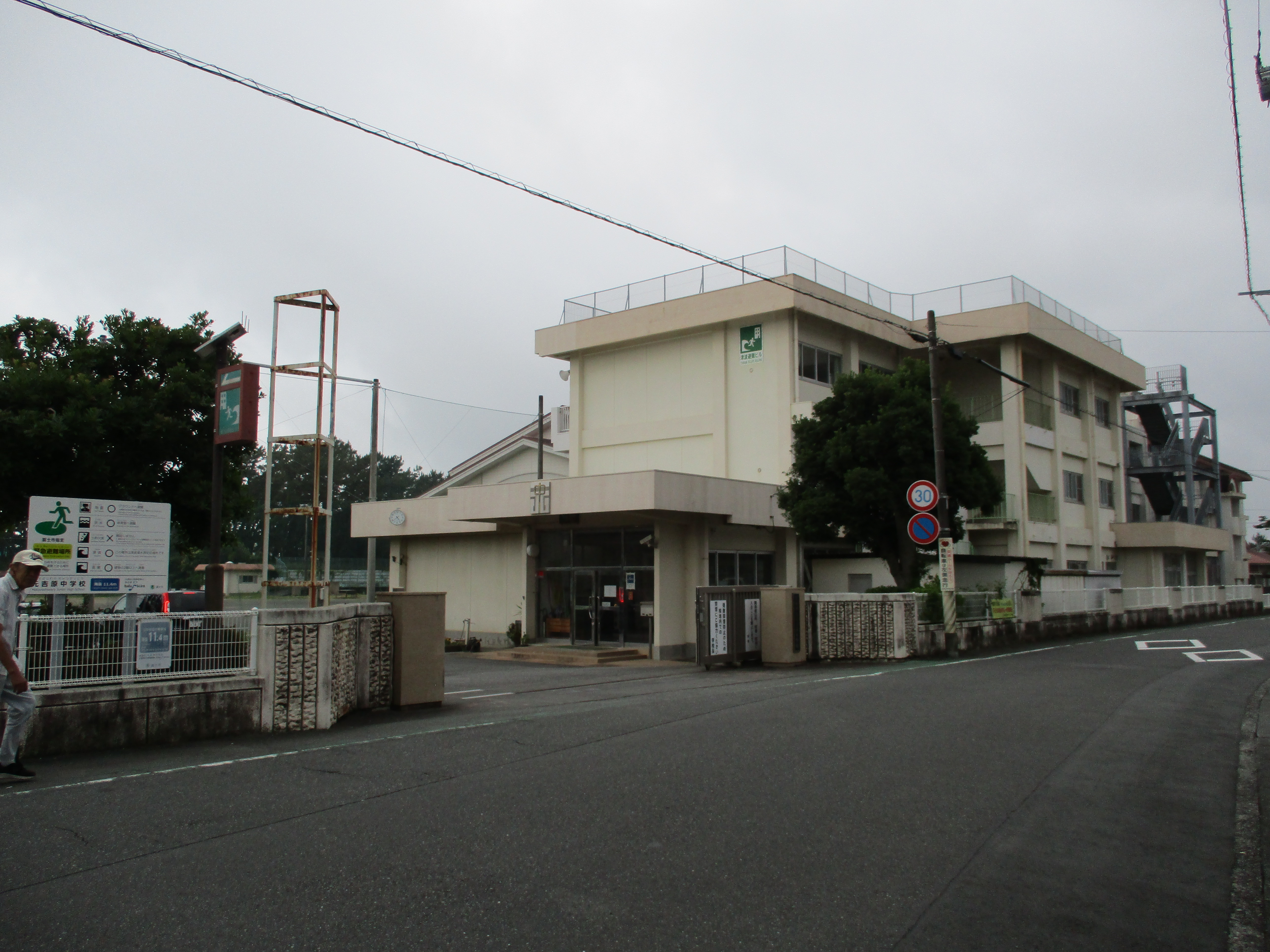
2023年6月

富士市立元吉原中学校（ふじしりつ もとよしわらちゅうがっこう）は、静岡県富士市に在る公立中学校。
略称は「元吉」または「元中」

## 校訓
- 人として　熱く　優しく　たくましく（小中一貫学校教育目標）
- 想造　~想像・創造~（重点目標）

## 校歌
- 作詞: 勝承夫
- 作曲: 高木東六

また、「第二応援歌」というのもある。これは軍歌、歩兵の本領の替え歌である。

## 概要
- 所在地  〒417-0013　静岡県富士市鈴川中町28番1号
- 位置  東経138度42分　北緯38度08分
- 海抜　10.6m
- 創立  1947年（昭和22年）4月1日
- 開校  1947年（昭和22年）4月1日

## 歴史
現在の所在地は、海軍通信学校鈴川分所の跡地であり、初代の校舎は、この元校舎を無償払下げで譲り受けたものである。海軍通信学校鈴川分所は、横須賀海軍通信学校を卒業した生徒が、更に高度な通信技術を習得する為に、1938年（昭和13年）頃に設立された施設であった。しかし、それだけでは教室が足りず、田中新田、三柏原新田出身の生徒は、柏原小学校（現存せず）を利用していた。その後、新校舎が建設された為、この問題は解消した。

## 特色
インドネシア等の国々からも度々来賓が訪れている。
修学旅行では、例年、京都、及び奈良を旅行先としている。門跡寺院の慈受院を見学することもできる。
校長室には、初代校長が野村吉三郎海軍大将から譲り受けた、「思無邪」という書が在る。
縦割り活動が盛んに行われている。（総合的な学習の時間、宿泊行事、清掃、小中プール清掃、部活動等）
学びの共同体の研修を20年以上取り組んでいる。

## 進学元小学校
- 富士市立元吉原小学校[1]

## 学校周辺及び学区内に在る主な施設
交通
- 吉原駅（東海旅客鉄道と岳南電車）
- 東田子の浦駅
- 国道1号

公園
- 富士マリンプール
- 富士と港の見える公園
- 鈴川海浜スポーツ公園

その他
- 田子の浦港
- 妙法寺（富士市）